# Bahnradsport-Weltmeisterschaften 1979

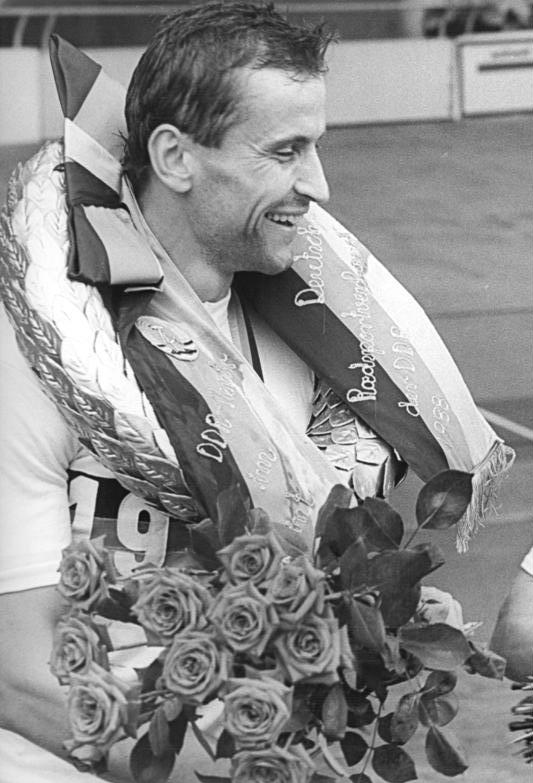
Lutz Heßlich (hier 1988) errang in Amsterdam den ersten von vier WM-Titeln im Sprint

Die Bahnradsport-Weltmeisterschaften 1979 fanden vom 29. August bis 2. September 1979 auf der Radrennbahn im Olympiastadion von Amsterdam statt.
Insgesamt kamen rund 42.000 Zuschauer zu den Wettkämpfen, 11.000 alleine am Schlusstag, als Sprint und Steherrennen der Profis sowie das Punktefahren der Amateure auf dem Programm standen. Beklagt wurden häufige Defekte, die auf eine im Innenraum der Radrennbahn befindliche Aschenbahn zurückgeführt wurde, von der Aschesplitter auf die Bahn getragen wurden, die die Reifen beschädigten.
Diese Weltmeisterschaften waren keine „Erfolgsweltmeisterschaft“ für den westdeutschen Bund Deutscher Radfahrer (BDR), wie die Fachzeitschrift Radsport feststellte, und die gezeigten Leistungen „absolut indiskutabel“. Die westdeutschen Sportler konnten keinen einzigen Titel erringen, dementgegen die Rennfahrer aus der DDR gleich drei Goldmedaillen einheimsten. Die damaligen Bundestrainer des BDR Karl Ziegler für die Straßendisziplinen und Karl Link für die Bahndisziplinen standen deshalb unter starker Kritik.
Bei dieser WM wurde ein Demonstrationswettbewerb im Keirin ausgetragen, den der Italiener Giordano Turrini gewann. Im Jahr darauf wurde Keirin für die Profis in das Weltmeisterschaftsprogramm aufgenommen.

## Resultate Frauen
| Disziplin                | Platz | Land               | Athlet                 |                            |
| ------------------------ | ----- | ------------------ | ---------------------- | -------------------------- |
| Sprint                   | 1     | Sowjetunion 1955   | Galina Zarjowa         | 12,93 s (1.), 13,69 s (2.) |
|                          | 2     | Niederlande        | Truus van der Plaat    |                            |
|                          | 3     | Vereinigte Staaten | Sue Novara             | 13,08 s (1.), 13,39 s (2.) |
| Einerverfolgung (3000 m) | 1     | Niederlande        | Keetie van Oosten-Hage | 4:00,93 min                |
|                          | 2     | Niederlande        | Anne Riemersma         | 4:07,50 min                |
|                          | 3     | Italien            | Luigina Bissoli        |                            |

## Resultate Männer

### Profis
| Sprint                   | 1 | Japan       | Kōichi Nakano                          | 11,67 s (1.), 12,55 s (2.) |  |
|                          | 2 | Deutschland | Dieter Berkmann                        |                            |  |
|                          | 3 | Belgien     | Michel Vaarten                         | 12,10 s (1.), 12,22 s (2.) |  |
| Einerverfolgung (5000 m) | 1 | Niederlande | Bert Oosterbosch                       | 6:09,45 min.               |  |
|                          | 2 | Italien     | Francesco Moser                        | 6:12,13 min.               |  |
|                          | 3 | Niederlande | Herman Ponsteen                        | 6:12,52 min.               |  |
| Steherrennen (1 Stunde)  | 1 | Niederlande | Martin Venix (hinter Norbert Koch)     | 72,445 km                  |  |
|                          | 2 | Deutschland | Wilfried Peffgen (hinter Dieter Durst) | 445 m zurück               |  |
|                          | 3 | Niederlande | Cees Stam (hinter Bruno Walrave)       | 455 m zurück               |  |

### Amateure
| Disziplin                        | Platz | Land                                    | Athlet                                                                   | Zeit                       |
| -------------------------------- | ----- | --------------------------------------- | ------------------------------------------------------------------------ | -------------------------- |
| Sprint                           | 1     | Deutschland Demokratische Republik 1949 | Lutz Heßlich                                                             | 11,57 s (1.), 11,45 s (2.) |
|                                  | 2     | Deutschland Demokratische Republik 1949 | Emanuel Raasch                                                           |                            |
|                                  | 3     | Deutschland Demokratische Republik 1949 | Christian Drescher                                                       | 11,76 s (2.), 11,43 s (3.) |
| Zeitfahren (1000 m)              | 1     | Deutschland Demokratische Republik 1949 | Lothar Thoms                                                             | 1:06,61 min                |
|                                  | 2     | Kanada                                  | Gordon Singleton                                                         | 1:07,53 min                |
|                                  | 3     | Sowjetunion 1955                        | Eduard Rapp                                                              | 1:07,78 min                |
| Tandem                           | 1     | Frankreich                              | Yavé Cahard/Franck Dépine                                                | 10,79 s (2.), 1,48 s (3.)  |
|                                  | 2     | Deutschland                             | Dieter Giebken/Hans Peter Reimann                                        | 10,61 s (1.)               |
|                                  | 3     | Tschechoslowakei                        | Vladimír Vačkář/Miroslav Vymazal                                         | 11,15 s (1.), 11,22 s (2.) |
| Einerverfolgung (4000 m)         | 1     | Sowjetunion 1955                        | Nikolai Makarow                                                          | 4:49,54 min.               |
|                                  | 2     | Italien                                 | Maurizio Bidinost                                                        | 4:50,54 min.               |
|                                  | 3     | Frankreich                              | Alain Bondue                                                             | 4:50,79 min.               |
| Mannschaftsverfolgung (4000 m)   | 1     | Deutschland Demokratische Republik 1949 | Lutz Haueisen/Gerald Mortag/ Axel Grosser/Volker Winkler                 | 4:29,02 min.               |
|                                  | 2     | Sowjetunion 1955                        | Wladimir Ossokin/Wassili Erlich/ Witali Petrakow/Wiktor Manakow          | 4:29,43 min.               |
|                                  | 3     | Italien                                 | Maurizio Bidinost/Pierangelo Bincoletto/ Silvestro Milani/Sandro Callari | 4:30,35 min                |
| Punktefahren (50 km)             | 1     | Tschechoslowakei                        | Igor Sláma                                                               | 37 Pkt.                    |
|                                  | 2     | Italien                                 | Pierangelo Bincoletto                                                    | 33 Pkt.                    |
|                                  | 3     | Schweiz                                 | Urs Freuler                                                              | 28 Pkt.                    |
| Steherrennen (Finale über 50 km) | 1     | Niederlande                             | Mattheus Pronk (hinter Norbert Koch)                                     | 39;34,76 min.              |
|                                  | 2     | Belgien                                 | Guido Van Meel (hinter Paul Depaepe)                                     | 1 Runde + 145 m zurück     |
|                                  | 3     | Niederlande                             | Gaby Minneboo (hinter Bruno Walrave)                                     | 2 Runden zurück            |